# Phrynomedusa vanzolinii
Phrynomedusa vanzolinii é uma espécie de anfíbio da família Phyllomedusidae. Endêmica do Brasil, onde pode ser encontrada no município de Teresópolis no estado de Rio de Janeiro e no município de Boraceia no estado de São Paulo.